# Центральна гранична теорема для мартингалів
У теорії ймовірностей центральна гранична теорема говорить, що за певних умов сума багатьох незалежних однаково розподілених випадкових змінних, якщо її масштабувати відповідним чином, збігається за розподілом до стандартного нормального розподілу. Центральна гранична теорема для мартингалів узагальнює цей результат із випадкових величин на мартингали, які є випадковими процесами, для яких зміна значення процесу з часу {\displaystyle t} до часу {\displaystyle t+1} має умовне математичне сподівання 0.

## Твердження
Просте формулювання центральної граничної теореми для мартингалів: Нехай {\displaystyle X_{1},X_{2},\dots \,} мартингали з обмеженим приростом; тобто, припустимо
{\displaystyle \operatorname {E} [X_{t+1}-X_{t}\vert X_{1},\dots ,X_{t}]=0\,,}
та
{\displaystyle |X_{t+1}-X_{t}|\leq k}
майже всюди для деякого числа {\displaystyle k} та всіх {\displaystyle t}. Також припустимо, що {\displaystyle |X_{1}|\leq k} майже напевно.
Визначимо
{\displaystyle \sigma _{t}^{2}=\operatorname {E} [(X_{t+1}-X_{t})^{2}|X_{1},\ldots ,X_{t}],}
та нехай
{\displaystyle \tau _{\nu }=\min \left\{t\colon \sum _{i=1}^{t}\sigma _{i}^{2}\geq \nu \right\}.}
Тоді
{\displaystyle {\frac {X_{\tau _{\nu }}}{\sqrt {\nu }}}}
збігається за розподілом до нормальної випадкової величини із матсподіванням 0 та дисперсією 1 якщо {\displaystyle \nu \to +\infty \!}. Точніше,
{\displaystyle \lim _{\nu \to +\infty }\operatorname {P} \left({\frac {X_{\tau _{\nu }}}{\sqrt {\nu }}}<x\right)=\Phi (x)={\frac {1}{\sqrt {2\pi }}}\int _{-\infty }^{x}\exp \left(-{\frac {u^{2}}{2}}\right)\,du,\quad x\in \mathbb {R} .}

## Сума дисперсій має збігатися до нескінченності
Формулювання наведеного вище результату неявно припускає, що якщо сума дисперсій збігається нескінченності, тоді з імовірністю 1 виконується наступне:
{\displaystyle \sum _{t=1}^{\infty }\sigma _{t}^{2}=\infty .}
Це забезпечує, що з імовірністю 1:
{\displaystyle \tau _{v}<\infty ,\quad \forall \,v\geq 0.}
Ця умова порушується, наприклад, мартингалом, який майже напевно дорівнює нулю.

## Інтуїтивне пояснення
Результат можна інтуїтивно зрозуміти, записавши відношення у вигляді суми:
{\displaystyle {\frac {X_{\tau _{v}}}{\sqrt {v}}}={\frac {X_{1}}{\sqrt {v}}}+{\frac {1}{\sqrt {v}}}\sum _{i=1}^{\tau _{v}-1}(X_{i+1}-X_{i}),\quad \forall \,\tau _{v}\geq 1.}
Перший доданок у правій частині асимптотично збігається до нуля, тоді як другий доданок якісно подібний до формули сумування для центральної граничної теореми в загальному випадку незалежних однаково розподілених випадкових величин. Хоча у наведеному вище виразі величини не обов’язково є незалежними однаково розподіленими, їх кореляція дорівнює нулю та вони мають нульове математичне сподівання. Дійсно:
{\displaystyle E[(X_{i+1}-X_{i})]=0,\quad \forall \,i\in \{1,2,3,\dots \},}
{\displaystyle E[(X_{i+1}-X_{i})(X_{j+1}-X_{j})]=0,\quad \forall \,i\neq j,\quad i,j\in \{1,2,3,\dots \}.}